# Torfowiec
Torfowiec (Sphagnum L.) – rodzaj mchów z klasy torfowców (Sphagnopsida). Należy do niego ok. 380 gatunków. Są to rośliny szeroko rozpowszechnione na Ziemi, ale najbardziej zróżnicowane w wyższych szerokościach półkuli północnej. Tworzą charakterystyczne ekosystemy torfowiskowe. Odgrywają ogromną rolę w kształtowaniu warunków wodnych, tworzeniu biomasy oraz siedlisk dla innych roślin i zwierząt.

## Zasięg występowania
Rodzaj jest niemal kosmopolityczny – obecny jest na wszystkich kontynentach z wyjątkiem Antarktydy. Najbardziej zróżnicowany jest w strefie klimatu chłodnego półkuli północnej. Na pozostałych obszarach jego przedstawiciele występują w górach o chłodnym i wilgotnym klimacie oraz na terenach o silnych wpływach klimatu oceanicznego. W Europie obecnych jest 58 gatunków. Najbardziej zróżnicowane są na północy i zachodzie kontynentu, a także w większych pasmach górskich, natomiast na obszarach nizinnych wyraźnie spada zróżnicowanie gatunkowe im dalej na południe i wschód. W Polsce rośnie 36 gatunków torfowców.
Wykaz gatunków torfowców we florze Polski
- torfowiec bałtycki Sphagnum balticum
- torfowiec błotny Sphagnum palustre
- torfowiec brodawkowaty Sphagnum papillosum
- torfowiec brunatny Sphagnum fuscum
- torfowiec cieniutki Sphagnum tenellum
- torfowiec czerwonawy Sphagnum rubellum
- torfowiec Dusena Sphagnum majus
- torfowiec frędzlowany Sphagnum fimbriatum
- torfowiec Girgensohna Sphagnum girgensohnii
- torfowiec jednoboczny Sphagnum subsecundum
- torfowiec Jensena Sphagnum Jensenii
- torfowiec kończysty Sphagnum fallax
- torfowiec Lindberga Sphagnum lindbergii
- torfowiec magellański Sphagnum magellanicum
- torfowiec miękki Sphagnum molle
- torfowiec nastroszony Sphagnum squarrosum
- torfowiec obły Sphagnum teres
- torfowiec okazały Sphagnum riparium
- torfowiec ostrolistny Sphagnum capillifolium
- torfowiec pierzasty Sphagnum subnitens
- torfowiec pięciorzędowy Sphagnum quinguefarium
- torfowiec płowy Sphagnum subfulvum
- torfowiec pogięty Sphagnum flexuosum
- torfowiec pokrewny Sphagnum affine
- torfowiec Russowa Sphagnum russowii
- torfowiec skręcony Sphagnum contortum
- torfowiec spiczastolistny Sphagnum cuspidatum
- torfowiec szorstki Sphagnum compactum
- torfowiec środkowy Sphagnum centrale
- torfowiec tępolistny Sphagnum obtusum
- torfowiec Warnstorfa Sphagnum warnstorfii
- torfowiec wąskolistny Sphagnum angustifolium
- torfowiec wklęsłolistny Sphagnum platyphyllum
- torfowiec Wulfa Sphagnum wulfianum
- torfowiec zanurzony Sphagnum inundatum
- torfowiec ząbkowany Sphagnum denticulatum

## Morfologia

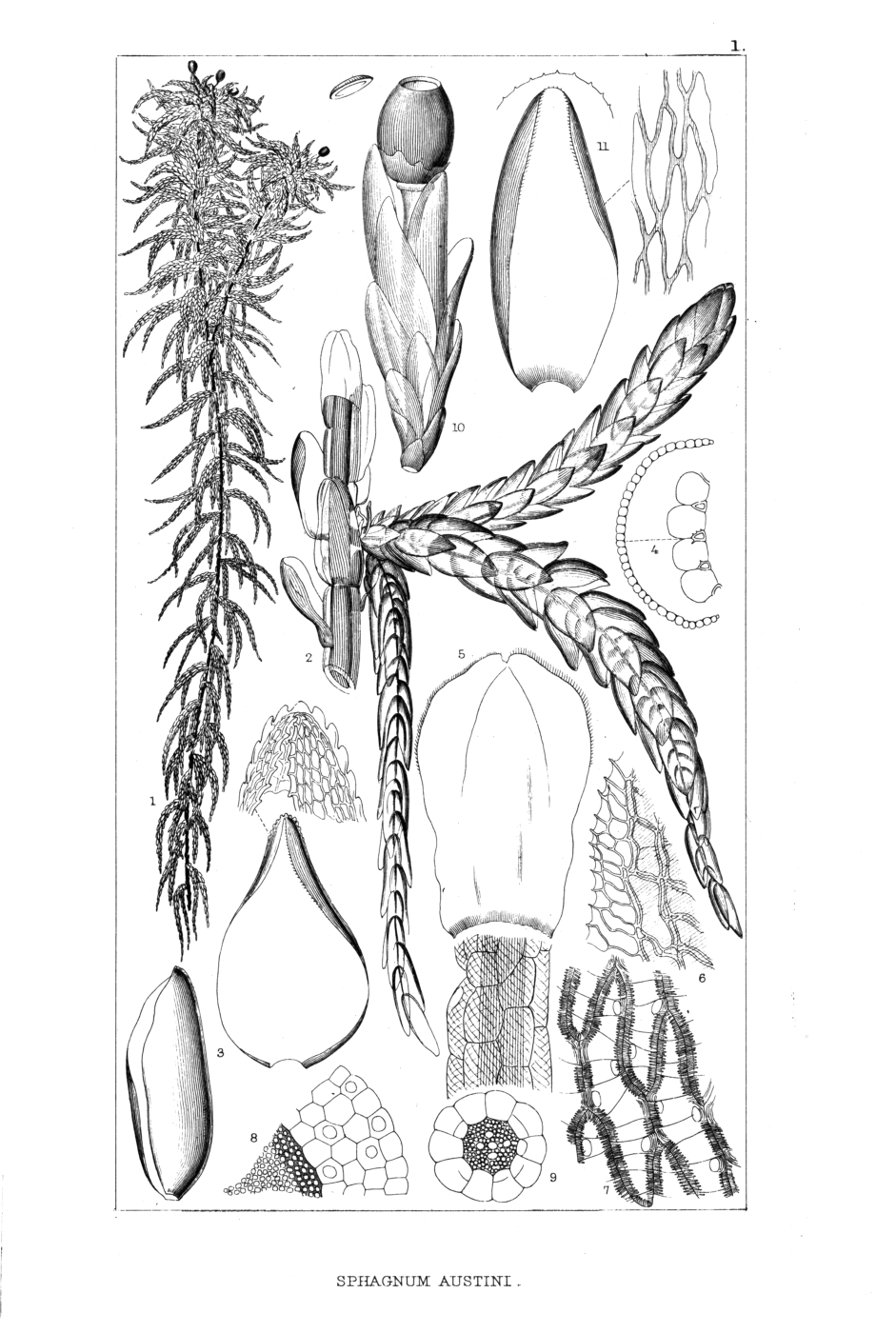
Budowa torfowca Sphagnum austini; po lewej pokrój rośliny; w środku pęczek z dwoma gałązkami odstającymi i jedną zwieszoną; u góry sporofit wynoszony na pseudopodium spomiędzy listków okrywy; dookoła listki łodygowe i gałązkowe, w tym na przekrojach

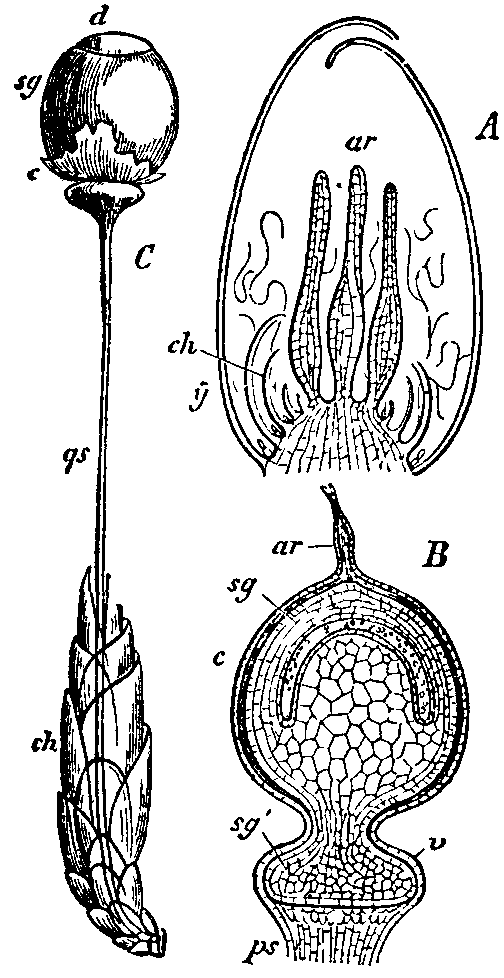
Gałązka ze sporofitem (po lewej); rodnie ze wstawkami otoczone listkami okrywowymi (po prawej u góry); młody sporofit z rozszerzoną stopą u dołu i zarodnią otoczoną jeszcze ścianą rodni i słabo rozwiniętą warstwą zarodnikotwórczą otaczającą kolumienkę

### Gametofit
SplątekJednowarstwowa, zielona plecha dzieląca się na liczne, krótkie płatki. Komórki brzeżne rozwijają się w także liczne, bezbarwne chwytniki lub nitkowate twory, z których powstają kolejne splątki. Na skraju splątka, na jego górnej powierzchni, tworzy się zawsze pojedynczy pączek, z którego rozwija się gametofor.
Łodyżka i gałązki boczne gametoforuOś prosto wzniesionego zwykle gametoforu stanowi łodyżka. Zazwyczaj jest zielona, u niektórych gatunków ciemniej zabarwiona. Ułożone są na niej skrętolegle pęczki gałązek bocznych. Liczba gałązek w pęczkach jest charakterystyczna dla poszczególnych gatunków i wynosić może od dwóch do siedmiu, rzadko do 13. W obrębie każdego pęczka określona część gałązek jest rozpostarta silnie odstając od łodyżki, a część zwisa wzdłuż niej, ściśle przylegając do łodyżki. Najczęściej dwie gałązki odstają, a jedna lub dwie zwisają. W górze gametoforu pęczki są ułożone gęściej, gałązki są krótsze i w efekcie tworzą skupienie zwane główką. W jej centrum znajduje się pączek z dzielącą się komórką wierzchołkową. U niektórych torfowców pączek jest wyraźnie widoczny (np. u torfowca obłego S. teres), ale u większości zakryty jest przez gałązki główki.
Gałązki na których rozwijają się rodnie są skrócone, ale w miarę rozwoju powstałego w nich sporofitu wydłużają się wynosząc w górę zarodnię. Takie bezlistne gałązki są nadal częścią gametofitu i zwane są pseudopodium.
Listki łodyżkowe i gałązkoweŁodyżka i gałązki boczne pokryte są listkami składającymi się z jednej warstwy komórek. Liście łodyżkowe są ułożone luźno i ich kształt jest charakterystyczny dla poszczególnych gatunków, stąd wykorzystywane są do ich identyfikacji. Mogą być trójkątne lub łopatkowate, płaskie lub kapturkowate, na szczycie zaostrzone lub zaokrąglone, ząbkowane lub postrzępione. Listki na gałązkach bocznych ułożone są gęsto zachodząc dachówkowato jeden na drugi, zwykle są też silniej wydłużone od liści łodyżkowych.
Listki i całe gametofory torfowców zabarwione są od koloru zielonego po różne odcienie czerwieni i brązu, co powodowane jest przez mniej lub bardziej intensywnie maskowanie zieleni chlorofili przez antocyjany i flawonoidy. Zabarwienie jest do pewnego stopnia charakterystyczne dla różnych gatunków, przy czym bywa też istotnie zmienne w zależności od warunków świetlnych (zwykle zacienione torfowce są bardziej zielone) i pory roku (w końcu lata i jesienią są bardziej czerwone lub brązowe niż na początku sezonu wegetacyjnego).
Listki okrywowe organów rozrodczychTorfowce są zazwyczaj dwupienne, rzadziej jednopienne. U gatunków jednopiennych plemnie i rodnie powstają na różnych gałązkach. Plemnie tworzą się pojedynczo w kątach listków gałązek w górnej części rośliny. Listki okrywowe plemni są większe od liści asymilacyjnych, zwykle bardziej wypukłe i intensywniej zabarwione na żółto lub czerwono. Gałązki, na których tworzą się plemnie, ze względu na nieco odmienną budowę okrywających je listków mają kształt maczugowaty. Listki okrywowe rodni (perychecjalne) tworzą okrywę rodni (perychecjum). Rodnie powstają na końcach skróconych gałązek kończąc ich wzrost. Listki okrywowe są większe od innych.

### Sporofit
Niesamodzielne i w początkowej fazie rozwoju niewidoczne pokolenie u torfowców – rozwijające się w obrębie ścian rodni i jej listków okrywowych. Dojrzewając, rosnąca zarodnia rozrywa ściany rodni i jest wynoszona w górę ponad listki okrywowe przez wydłużającą się gałązkę gametofitu (pseudopodium). Zarodnie torfowców są kulistawe, na szczycie z płaskim, okrągłym wieczkiem. Mają kolor czarny lub brunatny. Tuż przed uwolnieniem zarodników zarodnie zwężają się i nieco wydłużają.

### Zarodniki

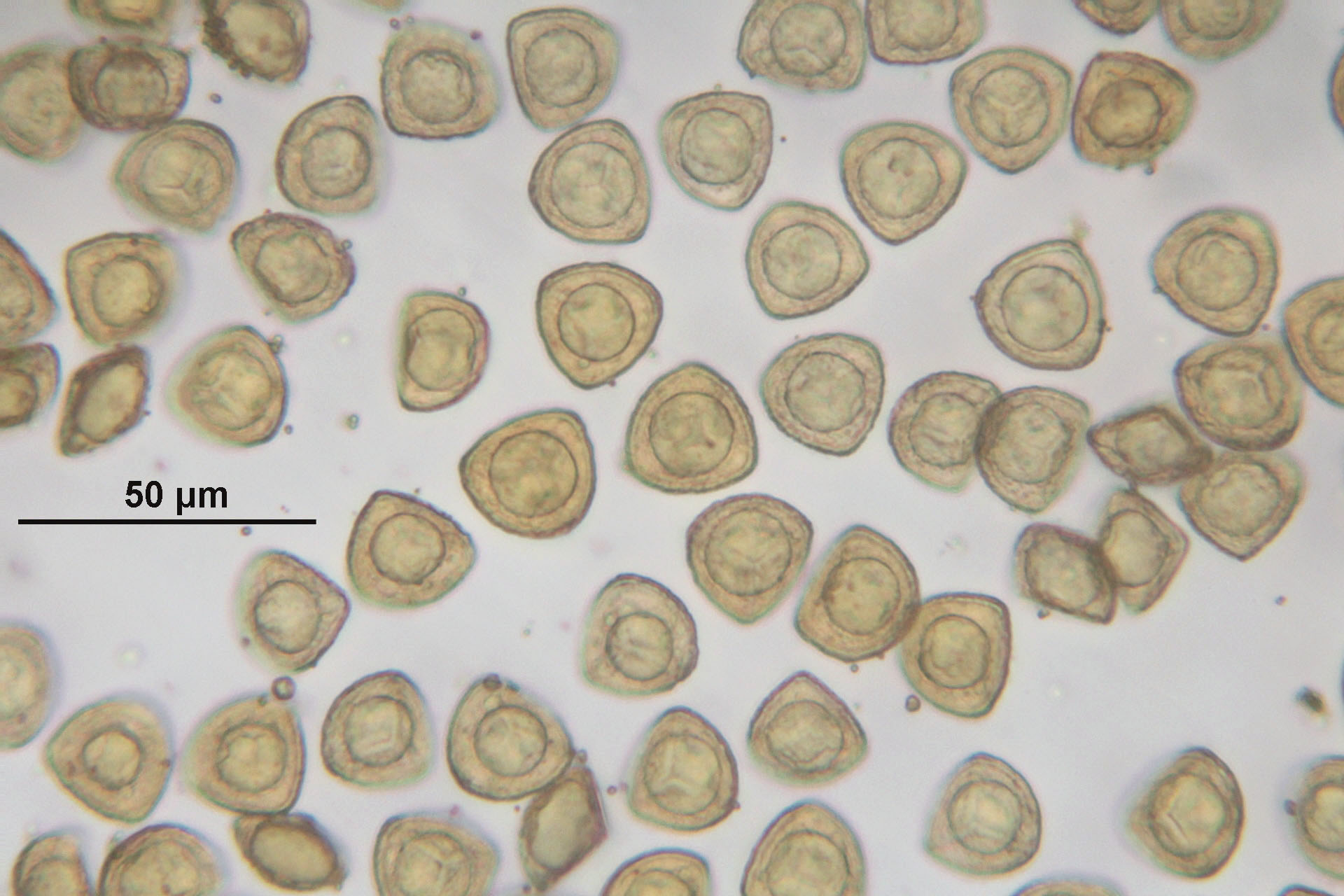
Zarodniki torfowca pięciorzędowego

Zarodniki torfowców mają kształt tetraedryczny – mają zewnętrzną (dystalną) powierzchnię wypukłą, a powierzchnie wewnętrzne (proksymalne) są wysklepione w trójścienną piramidkę.

## Anatomia

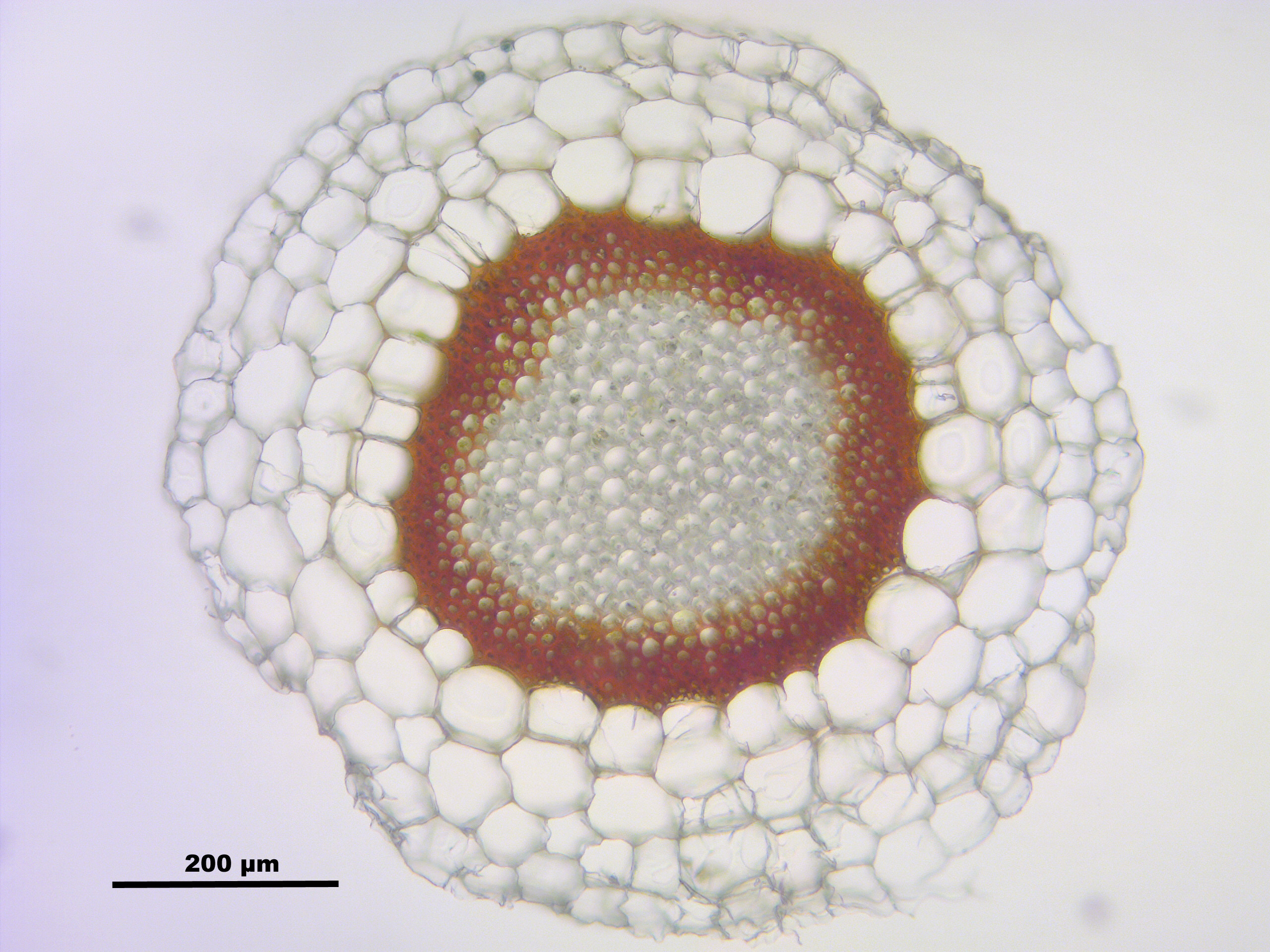
Przekrój łodyżki Sphagnum magellanicum

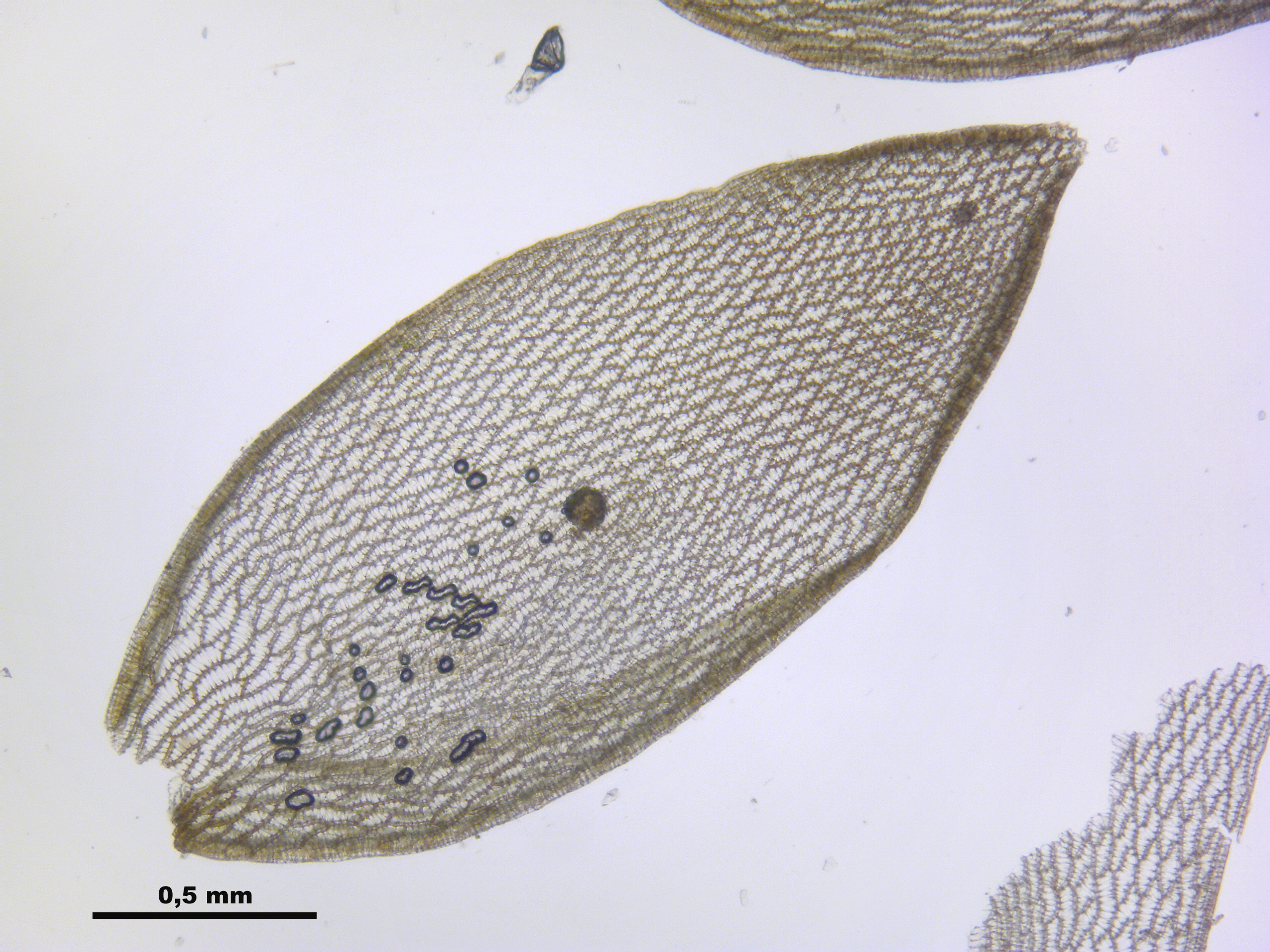
Listek Sphagnum compactum z rombowatymi komórkami wodonośnymi i cienkimi pasmami komórek asymilujących między nimi

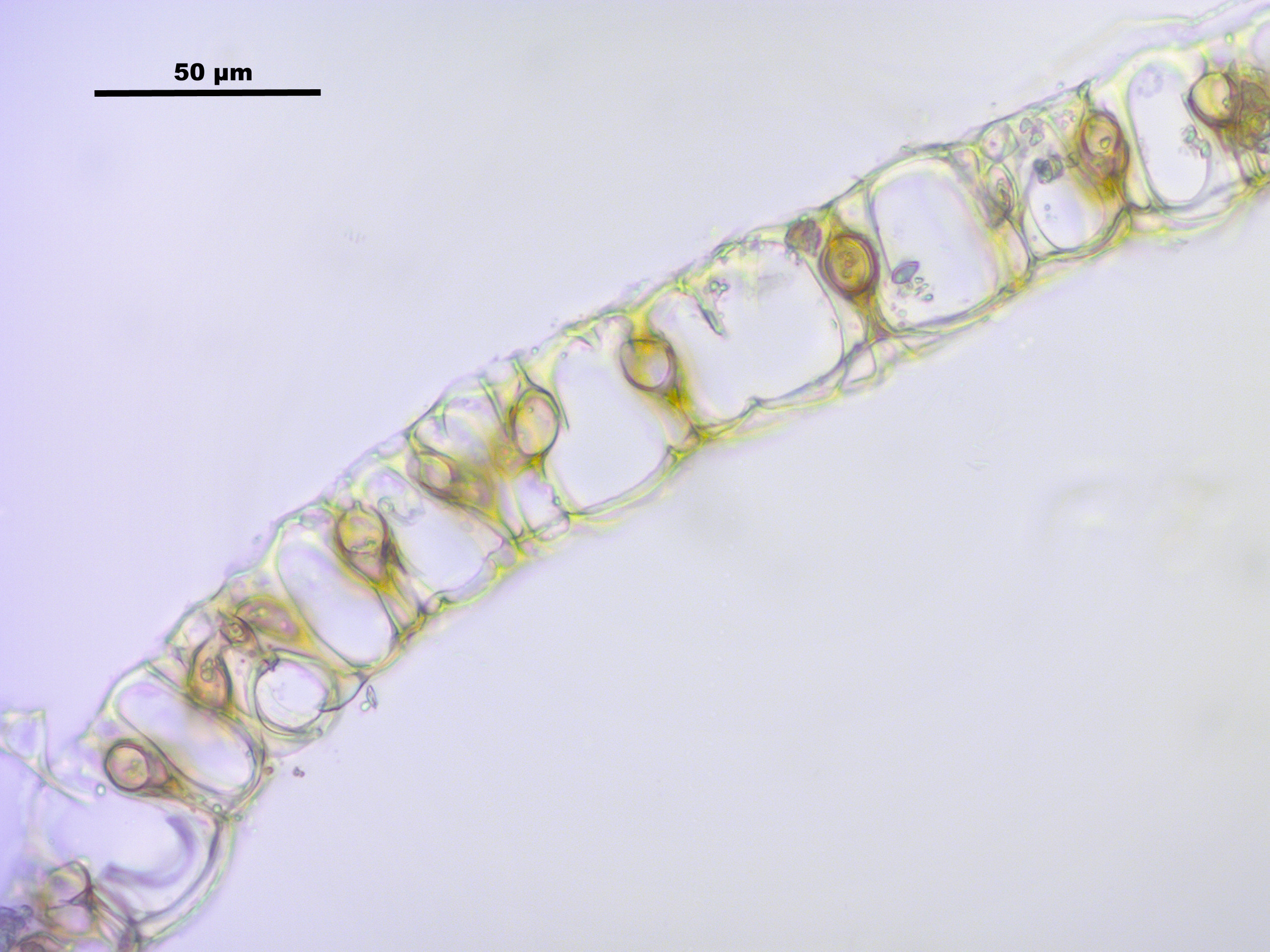
Przekrój poprzeczny przez listek Sphagnum compactum z drobnymi komórkami asymilującymi między komórkami wodonośnymi

Łodyżka gametoforuOd zewnątrz łodyżkę otacza hialoderma. Tworzą ją duże, martwe i bezbarwne (hialinowe) komórki przystosowane do gromadzenia wody. Ściany tych komórek są cienkie i zawierają pory, u niektórych gatunków (np. u torfowca błotnego) ściany wzmocnione spiralnymi, zgrubiałymi listwami. Niektóre z komórek, zwane retortowymi, są rozdęte w dolnej części i zawierają jeden otwór na szczycie.
Poniżej hialodermy znajduje się strefa komórek prozenchymatycznych (wydłużonych) o zgrubiałych i czerwono lub brunatno zabarwionych ścianach komórkowych. Środkową część łodyżki zajmują parenchymatyczne (równowymiarowe) komórki o cienkich ścianach. Brak wiązki przewodzącej.
Listki gametoforuW blaszkach liści znajduje się jedna warstwa komórek, w której komórki zielone, zawierające liczne chloroplasty, są niewielkie i porozdzielane dużymi, martwymi komórkami wodonośnymi. Komórki zielone mają na przekrojach charakterystyczny dla poszczególnych gatunków kształt (trójkątny, trapezowaty, beczkowaty, owalny) i są charakterystycznie umieszczone względem komórek wodonośnych. Patrząc na liść z góry lub z dołu komórki zielone widoczne są w postaci wąskich pasemek. Komórki wodonośne mają kształt (patrząc z góry lub spodu) rombowaty lub przypominający literę S. Cechują się swoistym układem listewek wzmacniających ich ściany, rozgałęziających się lub tworzących pierścienie. Listewki te zapobiegają zapadaniu się komórek, gdy listki są suche. U części gatunków w położonych na brzegu listka komórkach następuje resorpcja zewnętrznej ściany, tak że w efekcie komórki te tworzą strukturę przypominającą rowek na skraju listka, zwaną rynną resorpcyjną. Listki łodyżkowe i gałązkowe bywają odmienne. Te pierwsze mają komórki wodonośne często z mniejszą liczbą listewek lub są ich pozbawione, podobnie też mają mniej porów lub bywa, że ich brak. Wzdłuż skraju i nasady tych liści ciągnąć się może pasmo komórek zielonych.
PlemnieTworzą się w kątach męskich listków okrywowych. Osadzone są pojedynczo na długich, miękkich trzonkach, na przekroju czterokomórkowych. Kulistawe lub elipsoidalne plemnie mają ścianę jednowarstwową i pozbawioną wyspecjalizowanych komórek służących do jej otwierania. Pęka ona od góry pod wpływem wzrostu ciśnienia wewnątrz, powodowanego rozpuszczeniem ścian wypełniających ją komórek plemnikotwórczych. Po pęknięciu dwa płaty ściany plemni odwijają się na zewnątrz uwalniając dwuwiciowe plemniki. Każdy plemnik powstaje z jednej komórki plemnikotwórczej.
RodnieZbudowane jak u innych mchów, tj. mają kształt buteleczkowaty. W obrębie rodniostanu osłoniętego liśćmi okrywy (perychecjum) znajduje się od jednej do pięciu rodni porozdzielanych nitkowatymi wstawkami (parafizami). Listki okrywy wraz ze wstawkami odpowiadają za utrzymanie wody w otoczeniu rodni, niezbędnej do procesu zapłodnienia.
SporofitSkłada się tylko z szerokiej i krótkiej stopy oraz kulistawej zarodni. W jej wnętrzu znajduje się kopulasta kolumienka i otaczająca ją z boków i od góry warstwa zarodnikotwórcza, a po dojrzeniu zarodni – zarodniki. W niektórych ujęciach przewężenie między stopą i zarodnią nazywane jest bardzo skróconą setą.

## Rozwój

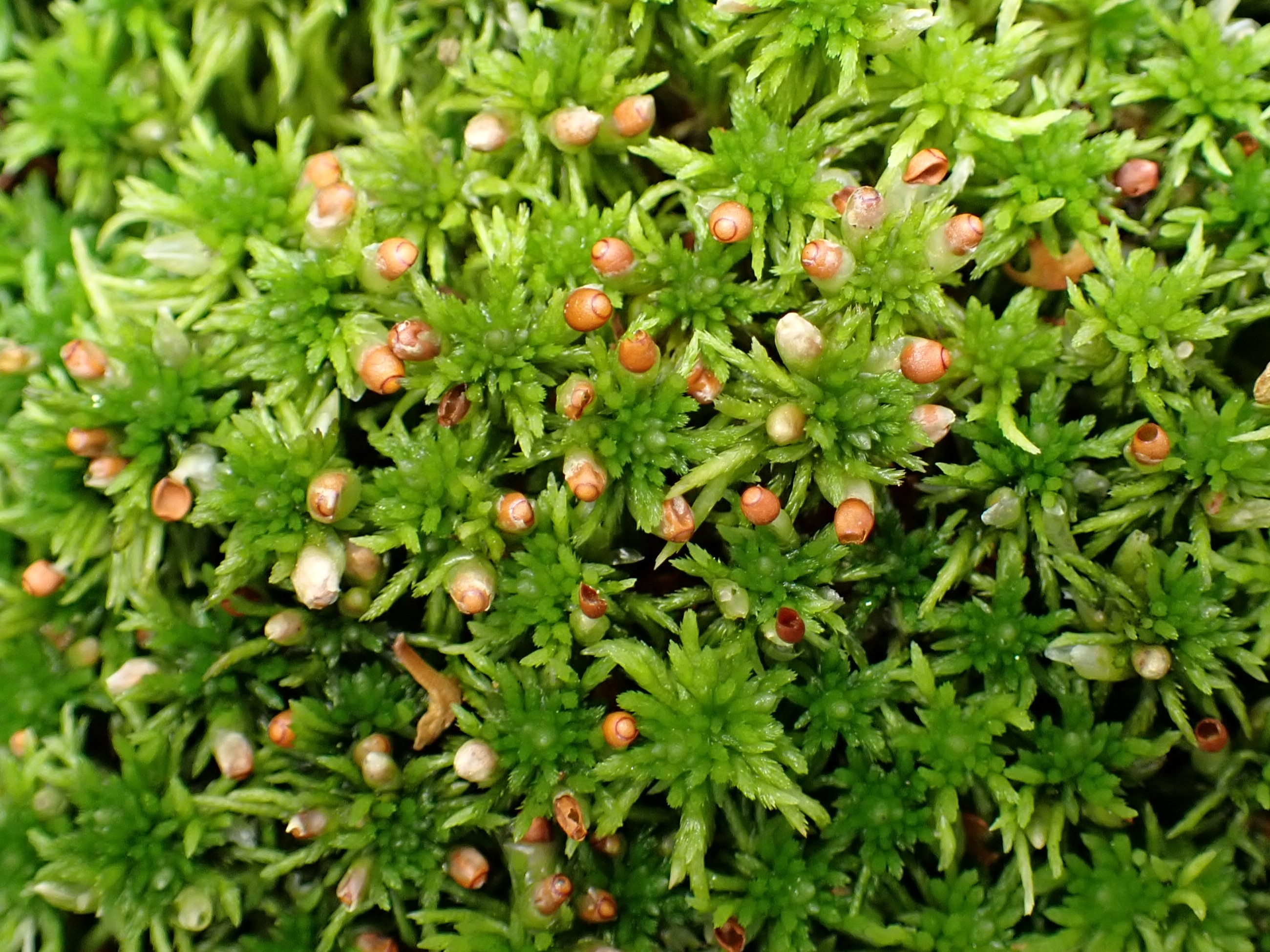
Torfowiec frędzlowany z zarodniami

Z haploidalnego zarodnika wyrasta splątek, który jest krótkotrwałym stadium gametofitu. W pączku przyszłego gametoforu powstaje jeszcze na splątku komórka wierzchołkowa, której podziały skutkują wzrostem dominującego stadium rozwojowego torfowca. Początkowo gametofor w fazie kilku listków ma je zbudowane z jednego rodzaju komórek chlorofilowych. Wzrastający gametofor ma komórki liści zróżnicowane na dwa typy – chlorofilowe (zielone, żywe) i hialinowe (bezbarwne, martwe). W miarę wzrostu gametoforu, który trwa kilka lat, jego dolna część sukcesywnie obumiera.
Rozmnażanie generatywneW szczytowej części gametoforu powstają na bocznych gałązkach rodnie (archegonia) i plemnie (anteridia). Dojrzałe plemnie pękają uwalniając dwuwiciowe plemniki, które poruszając się w wodzie docierają do rodni i dokonują zapłodnienia komórki jajowej, co następuje zwykle w końcu zimy. Powstaje sporofit, który jest pokoleniem u torfowców niesamodzielnym, odżywianym przez gametofit. Pierwsza komórka sporofitu dzieli się poprzecznie na komórkę górną i dolną. Z dolnej powstaje stopa. Z górnej powstaje reszta sporofitu. Początkowo dzieli się ona poprzecznie na 5–6 komórek leżących jedna nad drugą. Komórki te następnie dzielą się na cztery położone w jednej płaszczyźnie. Kolejne podziały powodują powstanie w części centralnej endotecjum, z którego powstaje kolumienka, a w części zewnętrznej amfitecjum, z którego powstaje ściana zarodni oraz warstwa zarodnikotwórcza. Rozwój sporofitu zachodzi początkowo pod osłoną ściany rodni i listków jej okrywy. W miarę wzrostu stopa sporofitu rozrasta się i pogrąża w łodyżce gałązki bocznej, na której znajdowała się rodnia i za jej pośrednictwem pobierane są substancje potrzebne do dalszego wzrostu tego pokolenia. Gałązka gametofitu odżywiająca pokolenie diploidalne wydłuża się wynosząc sporofit ponad listki okrywy perychecjalnej i tworząc tzw. pseudopodium. Rozrastająca się zarodnia rozrywa ścianki rodni, które zachowują się w postaci postrzępionej pochewki (vaginula) u jej nasady. Wewnątrz zarodni komórki warstwy zarodnikotwórczej ulegają jednemu podziałowi redukcyjnemu (mejozie) i podziałowi mitotycznemu, po czym powstają haploidalne zarodniki. W miarę ich dojrzewania rośnie ciśnienie wewnątrz zarodni. Wydłuża się ona i w końcu odpada wieczko i zarodniki wyrzucane są eksplozywnie na wysokość do ok. 10 cm. Ciśnienie w zarodni przed odrzuceniem wieczka sięgać może 5 bar. Zarodniki rozprzestrzeniane są poprzez ruchy powietrza oraz wodę. Zarodnikowanie następuje ok. 4 miesięcy po zapłodnieniu, tj. latem.
Rozmnażanie wegetatywneŁodyżki torfowców rozwidlają się i w wyniku ich wzrostu i sukcesywnemu obumieraniu od dołu – rozdzielają się po pewnym czasie tworząc odrębnie rosnące rośliny. Nowe torfowce wyrastać też mogą z oderwanych fragmentów łodyżki lub gałązek, przy czym często tworzy się najpierw splątek i z niego wyrasta nowy gametofor.

## Ekologia

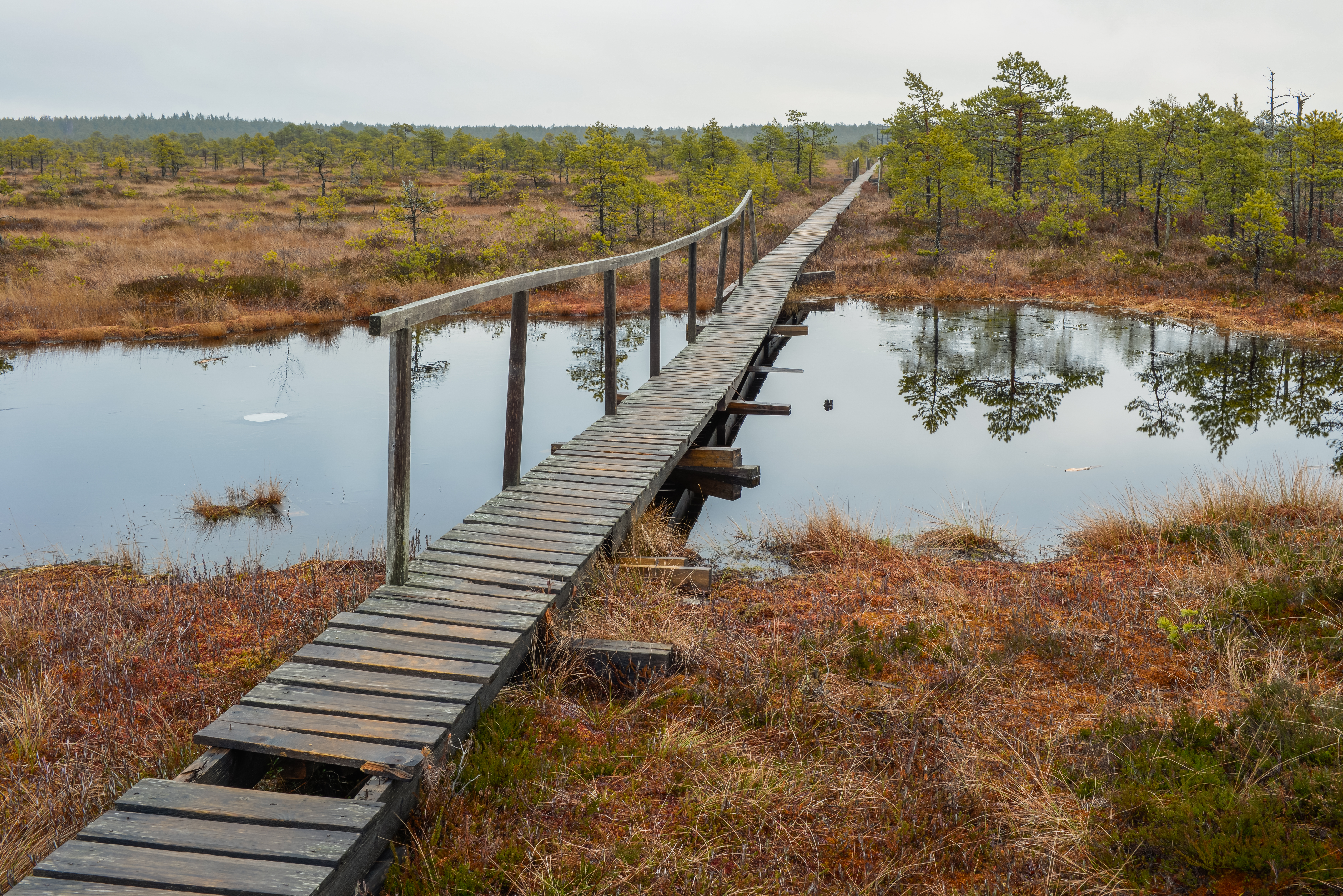
Torfowisko mszarne w Estonii

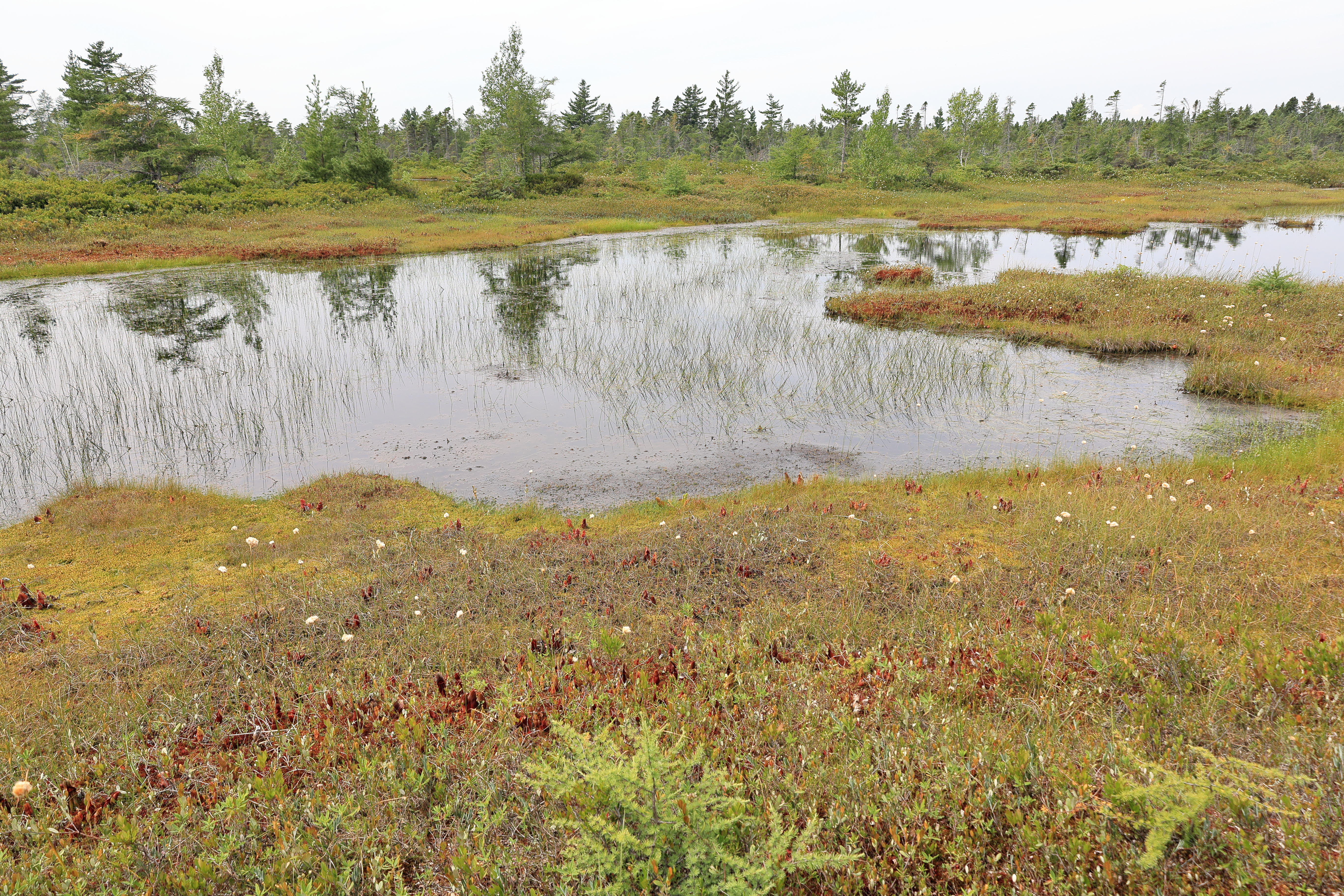
Torfowisko mszarne w Kanadzie

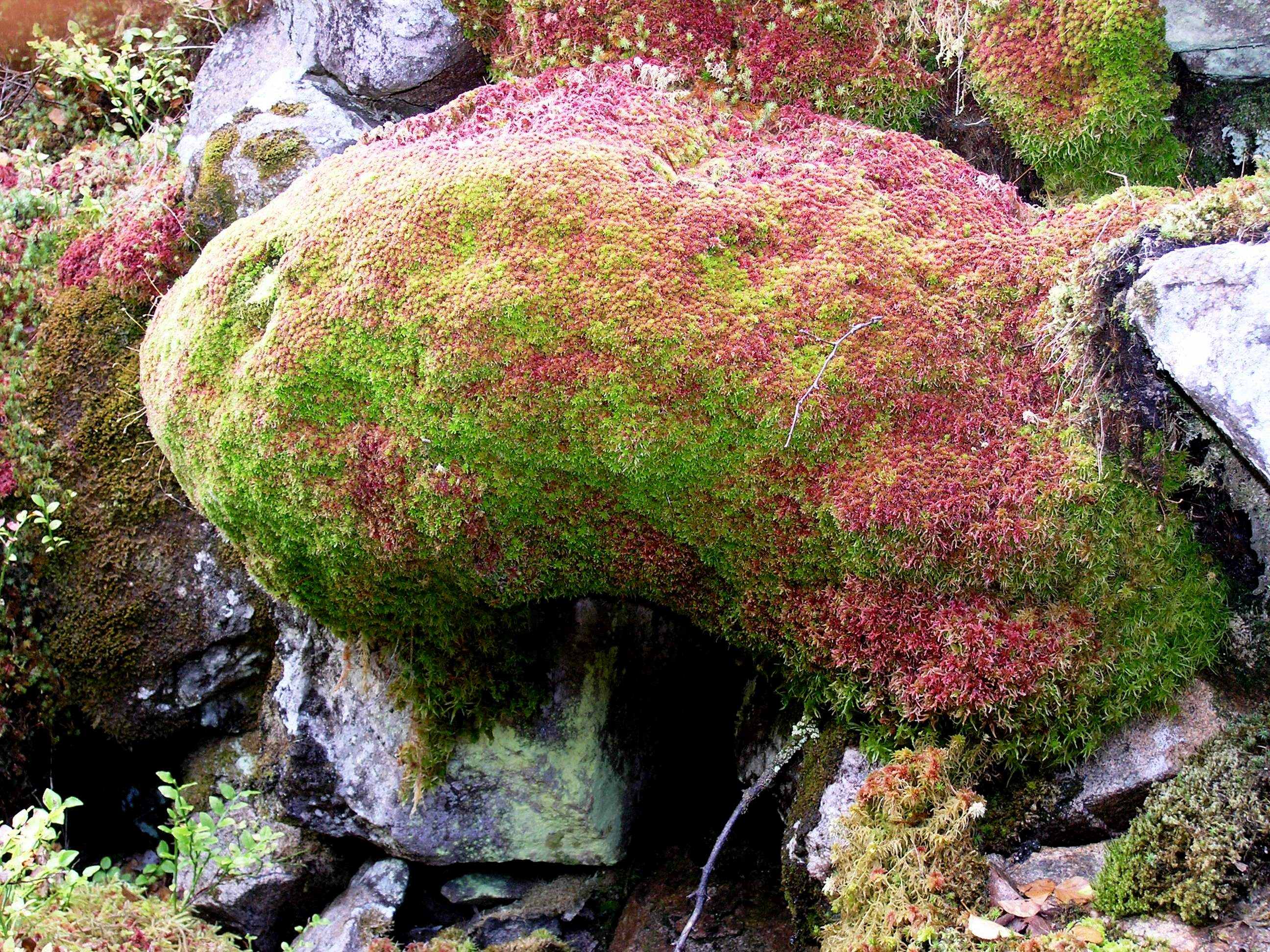
Poduchy naskalne S. quinquefarium i S. capillifolium we francuskich Wogezach

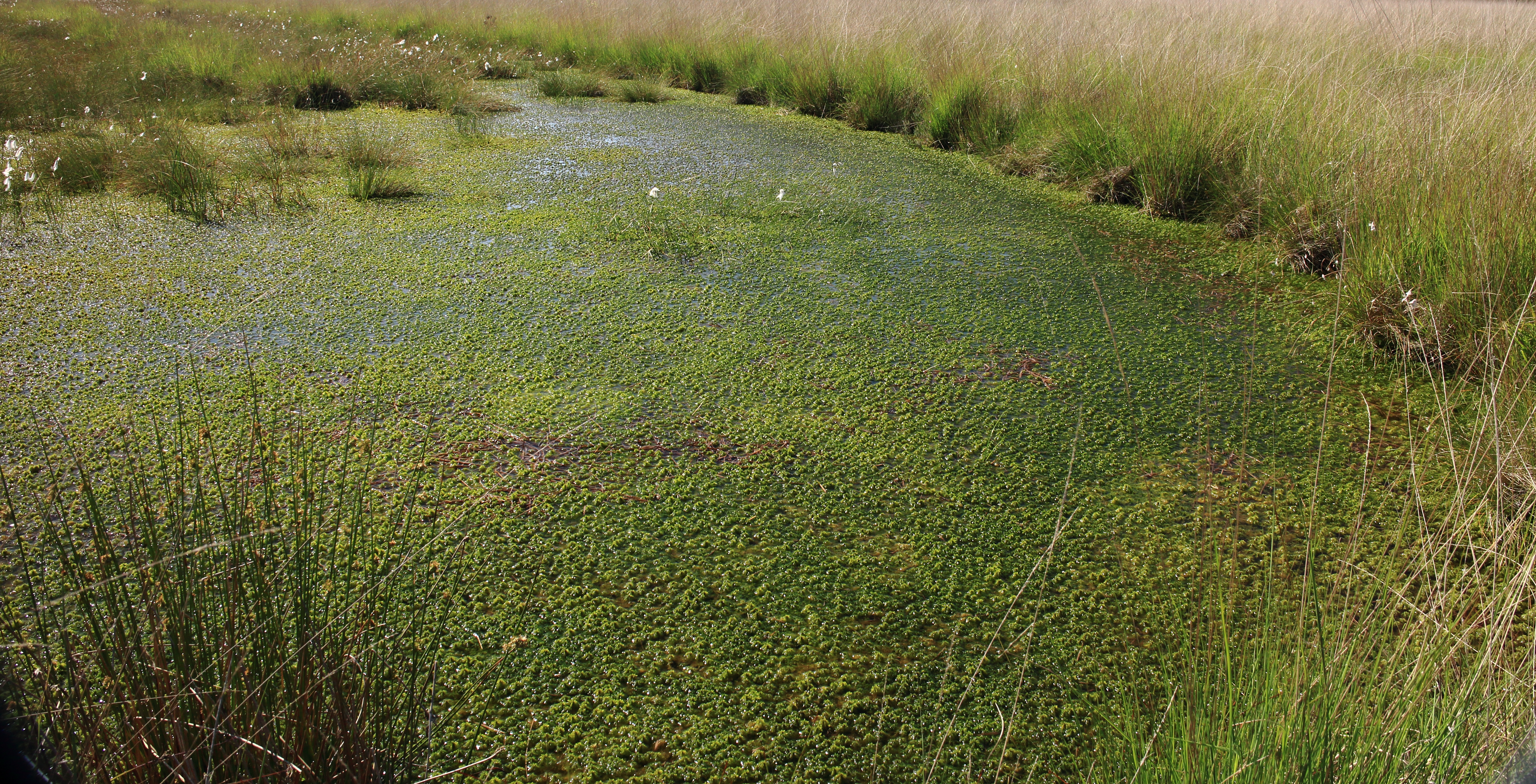
S. cuspidatum często porastający jeziorka dystroficzne

### Siedlisko
Torfowce dominują i odgrywają kluczową rolę w funkcjonowaniu torfowisk zajmujących powierzchnię ok. 2 milionów km². Roczna produkcja biomasy przez te rośliny wynosi ok. 200 milionów ton, co stanowi ok. 0,2% rocznej produkcji biomasy przez rośliny na Ziemi i co z kolei oznacza, że torfowiec to rodzaj o największej produkcji biomasy wśród roślin na planecie. Torfowiska tworzone przez torfowce dominują na wielu obszarach w klimacie borealnym i subarktycznym pełniąc ogromną rolę hydrologiczno-geologiczną, w tym skałotwórczą. Związane jest to ze zdolnością tych roślin do gromadzenia wody oraz tworzenia torfu. Posiadają adaptacje do retencjonowania wody na poziomie mikrostrukturalnym (komórki wodonośne), makrostrukturalnym (zwisające gałązki wykorzystujące zjawiska kapilarne) oraz ekosystemowym, tworząc gęste darnie żywych roślin i złoże martwych roślin przesycone wodą. Torfowce potrafią zatrzymać wodę w ilości 20–30-krotnie przewyższającej ich własną masę. Martwe szczątki torfowców zachowują zdolności retencyjne tworząc specyficzną dla torfowisk skałę – torf. Jest to możliwe dzięki zapobieganiu rozkładowi materii organicznej w wyniku kształtowania przez torfowce specyficznych warunków – stagnowanie wody o bardzo niskim poziomie tlenu, silne zakwaszanie siedliska (uwalniając jony wodoru obniżają odczyn nawet poniżej 4 pH) i impregnowanie komórek związkami fenolowymi działającymi antyseptycznie.
Różne gatunki torfowców mają rozmaite preferencje pod względem dostępu do wody, żyzności siedliska, stopnia zacienienia i w efekcie tworzą zbiorowiska optymalnie wykorzystując zróżnicowane warunki mikrosiedliskowe. Wyróżniają się przy tym adaptacją do siedlisk ubogich troficznie, tylko nieliczne występują w siedliskach eutroficznych (np. torfowiec skręcony S. contortum), czy pośrednich między eu- i mezotroficznymi (np. torfowiec obły S. teres i Warnstorfa S. warnstorfii). Skrajna grupa zasiedla siedliska ombrotroficzne – zasilane wyłącznie opadami atmosferycznymi, a więc o znikomym dopływie biogenów. Do tej grupy, charakterystycznej dla torfowisk wysokich, należą: torfowiec ostrolistny S. capillifolium, brunatny S. fuscum, wąskolistny S. angustifolium, magellański S. magellanicum, czerwonawy S. rubellum, cieniutki S. tenellum, bałtycki S. balticum i spiczastolistny S. cuspidatum.
Pod względem wymagań wodnych większość torfowców rośnie dobrze w szerokim spektrum siedlisk wilgotnych, mokrych i wodnych. Niektóre związane są jednak z silnie uwodnionymi siedliskami (np. torfowiec spiczastolistny S. cuspidatum, wklęsłolistny S. platyphyllum i okazały S. riparium). Gatunki o wyższych wymaganiach wilgotnościowych rosną w zanurzeniu lub tworzą płaskie mszary i określane są mianem torfowców dolinkowych – od dolinek, tj. obniżeń w obrębie torfowisk. Na drugiej stronie skali znajdują się gatunki kępkowe, o adaptacjach do suchszych siedlisk. Cechują się one tworzeniem bardziej zwartych darni, wydajniejszym transportem kapilarnym wody, większą odpornością na wysychanie i rozkład. Do grupy tej należą: torfowiec ostrolistny S. capillifolium, brunatny S. fuscum, Russowa S. russowii, pięciorzędowy S. quinquefarium, Wulfa S. wulfianum i Girgensohna Sphagnum girgensohnii. Warunki jakie tworzy darń gatunków kępkowych umożliwia wzrost ponad poziom wody wymieszanych z nimi torfowcom o wyższych wymaganiach wodnych, co stanowi przykład komensalizmu.

### Interakcje międzygatunkowe
Skład i budowa torfowców powoduje, że są niechętnie zjadane przez zwierzęta roślinożerne. Jedynym gatunkiem wyspecjalizowanym w pożywianiu się torfowcami jest pierścienica Cognettia sphagnetorum. Specyficzna budowa torfowców stanowi mikrosiedlisko zasiedlane przez swoiste zbiorowiska drobnych zwierząt złożone z ameb skorupkowych, obleńców i niesporczaków.
Torfowiska kształtowane przez torfowce, jako rozległe i specyficzne siedliska stanowią habitat dla wielu związanych z nimi gatunków roślin i zwierząt, w dużej części wyspecjalizowanych na tyle, że niespotykanych poza nimi.

## Znaczenie użytkowe i zagrożenia z tym związane
Właściwości chłonne torfowców powodowały, że wykorzystywane były w przeszłości do wypełniania pieluch, służyły do sporządzania odpowiednika podpasek. W latach 80. XIX wieku i podczas I wojny światowej stosowane były też jako materiał opatrunkowy. Ze względu na właściwości izolacyjne suchymi torfowcami i sierścią renifera wypełniane były dziecięce kołyski w Laponii.
Duże znaczenie ekonomiczne mają złoża torfu. W skali globu związanych jest w nich 400 mld ton węgla, który w warunkach naturalnego uwodnienia torfowisk uwięziony jest w martwych szczątkach roślinnych i nie jest rozkładany przez mikroorganizmy do dwutlenku węgla uwalnianego do atmosfery. Człowiek jednak eksploatuje złoża torfu i wykorzystuje go na ogromną skalę jako materiał opałowy oraz w ogrodnictwie. W branży ogrodniczej torf i torfowce dodawane są do podłoży stosowanych do uprawy roślin kwasolubnych oraz w celu poprawy ich zdolności do gromadzenia wody. Same torfowce wykorzystywane są także jako materiał pakunkowy do osłaniania korzeni transportowanych roślin. Torf wykorzystywany był i jest także w medycynie do okładów i w balneoterapii, stanowił też surowiec do wytwarzania preparatów leczniczych (takich jak np. preparat torfowy Tołpy).
Eksploatacja torfu o skali przemysłowej i jego utlenianie powoduje zwiększanie udziału dwutlenku węgla w atmosferze i przyczynia się do globalnego ocieplenia.

## Systematyka
Wykaz gatunków
W obrębie rodzaju opisano ponad 4000 gatunków, co wynika z dużej zmienności tych roślin w zależności od warunków środowiska. Współcześnie uznaje się, że łączna liczba gatunków wynosi ok. 380.

- Sphagnum aciphyllum Müll.Hal.
- Sphagnum acutifolioides Warnst.
- Sphagnum acutirameum H.A.Crum
- Sphagnum aequalipunctatum H.A.Crum
- Sphagnum aequiporosum Warnst.
- Sphagnum affine Renauld & Cardot – torfowiec pokrewny
- Sphagnum africanum Welw. & Duby
- Sphagnum alaskense R.E.Andrus & Janssens
- Sphagnum alegrense Warnst.
- Sphagnum algentryi H.A.Crum
- Sphagnum amazonense H.A.Crum
- Sphagnum amazonicum H.A.Crum & W.R.Buck
- Sphagnum amoenoides H.A.Crum
- Sphagnum amoenum Warnst.
- Sphagnum andersonianum R.E.Andrus
- Sphagnum andrusii (H.A.Crum) Flatberg
- Sphagnum angermanicum Melin
- Sphagnum angustifolium (Warnst.) C.E.O.Jensen – torfowiec wąskolistny
- Sphagnum annulatum Warnst.
- Sphagnum antarense Wijk & Zanten
- Sphagnum antioquiense H.A.Crum
- Sphagnum aongstroemii C.Hartm.
- Sphagnum arcticum Flatberg & Frisvoll
- Sphagnum atlanticum R.E.Andrus
- Sphagnum atroligneum H.A.Crum
- Sphagnum austinii Sull.
- Sphagnum australe Mitt.
- Sphagnum austro-americanum H.A.Crum
- Sphagnum azuayense H.A.Crum
- Sphagnum balslevii H.A.Crum
- Sphagnum balticum (Russow) C.E.O.Jensen – torfowiec bałtycki
- Sphagnum barclayae H.A.Crum
- Sphagnum bartlettianum Warnst.
- Sphagnum beccarii Hampe
- Sphagnum beothuk R.E.Andrus
- Sphagnum bergianum R.E.Andrus
- Sphagnum beringiense A.J.Shaw, R.E.Andrus & B.Shaw
- Sphagnum billbuckii H.A.Crum
- Sphagnum bocainense H.A.Crum
- Sphagnum boliviae Warnst.
- Sphagnum boomii H.A.Crum
- Sphagnum bordasii Besch.
- Sphagnum borneoense Warnst.
- Sphagnum bourbonense H.A.Crum
- Sphagnum boyacanum H.A.Crum
- Sphagnum brachybolax Müll. Hal. ex Warnst.
- Sphagnum brachycaulon Müll.Hal. ex Warnst.
- Sphagnum brasiliense Warnst.
- Sphagnum breedlovei H.A.Crum
- Sphagnum brevifolium (Lindb.) Roll
- Sphagnum brevirameum Hampe
- Sphagnum buckianum H.A.Crum
- Sphagnum calymmatophyllum Warnst. & Cardot
- Sphagnum campbellianum Müll.Hal.
- Sphagnum camusii (Cardot) Warnst.
- Sphagnum capense Hornsch.
- Sphagnum capillifolium (Ehrh.) Hedw. – torfowiec ostrolistny
- Sphagnum carneum Müll.Hal. & Warnst.
- Sphagnum carolinianum R.E.Andrus
- Sphagnum cavernulosum Flatberg & Whinam
- Sphagnum centrale C.E.O.Jensen – torfowiec środkowy
- Sphagnum ceylonicum Mitt. ex Warnst.
- Sphagnum chevalieri Warnst.
- Sphagnum chi-chiense H.A.Crum
- Sphagnum chinense Brid.
- Sphagnum cleefii H.A.Crum
- Sphagnum columniforme H.A.Crum
- Sphagnum compactum Lam. & DC. – torfowiec szorstki
- Sphagnum complanatum Flatberg & Whinam
- Sphagnum concinnum (Berggr.) Flatberg
- Sphagnum condensatum Brid.
- Sphagnum conflatum Müll.Hal. ex Warnst.
- Sphagnum connectens Warnst. & Cardot
- Sphagnum contortulum H.A.Crum
- Sphagnum contortum Schultz – torfowiec skręcony
- Sphagnum coryphaeum Warnst.
- Sphagnum costae H.A.Crum & Pinheiro da Costa
- Sphagnum crassiangulatum Griazeva
- Sphagnum cribriforme H.A.Crum
- Sphagnum cribrosum Lindb.
- Sphagnum crispatum H.A.Crum
- Sphagnum cristatum Hampe
- Sphagnum cruegeri Cardot
- Sphagnum crumii Schaf.-Verw.
- Sphagnum cucullatum Warnst.
- Sphagnum cuculliforme H.A.Crum
- Sphagnum cundinamarcanum H.A.Crum
- Sphagnum curicuriariense H.A.Crum & W.R.Buck
- Sphagnum curvatulum H.A.Crum
- Sphagnum cuspidatulum Müll.Hal.
- Sphagnum cuspidatum Ehrh. ex Hoffm. – torfowiec spiczastolistny
- Sphagnum cyclocladum Warnst.
- Sphagnum cyclophyllum Sull. & Lesq.
- Sphagnum davidii Warnst.
- Sphagnum delamboyense Schaf.-Verw.
- Sphagnum delicatum Griazeva
- Sphagnum densirameum Dixon
- Sphagnum denticulatum Brid. – torfowiec ząbkowany
- Sphagnum derrumbense Warnst.
- Sphagnum diblastoides H.A.Crum
- Sphagnum diblastum Müll.Hal.
- Sphagnum dicladum Warnst.
- Sphagnum dimorphophyllum H.A.Crum & W.R.Buck
- Sphagnum dissimile Roiv.
- Sphagnum divisum H.A.Crum
- Sphagnum dominii Kavina
- Sphagnum dubiosum Warnst.
- Sphagnum dusenioides Roiv.
- Sphagnum efibrillosum A.L.Andrews
- Sphagnum ehyalinum A.J.Shaw & Goffinet
- Sphagnum elenkini Semenov
- Sphagnum engelii H.A.Crum
- Sphagnum ericetorum Brid.
- Sphagnum eschowense Warnst.
- Sphagnum exile H.A.Crum
- Sphagnum exquisitum H.A.Crum
- Sphagnum falcatulum Besch.
- Sphagnum falcatum (Russow) Limpr.
- Sphagnum fallax H.Klinggr. – torfowiec kończysty
- Sphagnum fimbriatum Wilson – torfowiec frędzlowany
- Sphagnum fitzgeraldii Renauld & Cardot
- Sphagnum flaccidifolium Dixon ex A.Johnson
- Sphagnum flaccidum Besch.
- Sphagnum flavicaule Warnst.
- Sphagnum flavicomans (Cardot) Warnst.
- Sphagnum flexuosum Dozy & Molk. – torfowiec pogięty
- Sphagnum fontanum Müll.Hal.
- Sphagnum frahmii H.A.Crum
- Sphagnum fraudulentum H.A.Crum
- Sphagnum funkiae H.A.Crum
- Sphagnum fuscovinosum Seppelt & H.A.Crum
- Sphagnum fuscum (Schimp.) H.Klinggr. – torfowiec brunatny
- Sphagnum garysmithii H.A.Crum
- Sphagnum geraisense H.A.Crum
- Sphagnum girgensohnii Russow – torfowiec Girgensohna
- Sphagnum globicephalum Müll. Hal. ex Warnst.
- Sphagnum gomezii H.A.Crum
- Sphagnum gordjogini Semenov
- Sphagnum gracile Michx.
- Sphagnum gracilescens Hampe ex Müll.Hal.
- Sphagnum griseum Warnst.
- Sphagnum guanabarae H.A.Crum
- Sphagnum guwassanense Warnst.
- Sphagnum hamiltonii H.A.Crum
- Sphagnum hampeanum Venturi
- Sphagnum harleyi H.A.Crum
- Sphagnum hegewaldii H.A.Crum
- Sphagnum helenicum Warnst.
- Sphagnum helmsii Warnst.
- Sphagnum henryense Warnst.
- Sphagnum hercynicum Warnst.
- Sphagnum hertelianum H.A.Crum
- Sphagnum herteri H.A.Crum
- Sphagnum holtii Warnst.
- Sphagnum homophyllum H.A.Crum
- Sphagnum huilense H.A.Crum
- Sphagnum hypnoides (A.Braun ex Bruch) Brid.
- Sphagnum imbricatum Hornsch. ex Russow
- Sphagnum imperforatum H.A.Crum
- Sphagnum incertum Warnst. & Cardot
- Sphagnum incommodum H.A.Crum
- Sphagnum inexspectatum Flatberg
- Sphagnum inretortum H.A.Crum
- Sphagnum inundatum Russow – torfowiec zanurzony
- Sphagnum irwinii H.A.Crum
- Sphagnum isophyllum (Russow) Russow
- Sphagnum isoviitae Flatberg
- Sphagnum itabense H.A.Crum & W.R.Buck
- Sphagnum itatiaiae Müll.Hal. & Warnst.
- Sphagnum jensenii H.Lindb. – torfowiec Jensena
- Sphagnum juliforme H.A.Crum
- Sphagnum junghuhnianum Dozy & Molk.
- Sphagnum kenaiense R.E.Andrus
- Sphagnum khasianum Mitt.
- Sphagnum kiiense Warnst.
- Sphagnum krylovi Semenov
- Sphagnum kushiroense H.Suzuki
- Sphagnum laceratum Müll.Hal. & Warnst.
- Sphagnum laegaardii H.A.Crum
- Sphagnum lankesteri H.A.Crum
- Sphagnum lapazense H.A.Crum
- Sphagnum laxirameum H.A.Crum
- Sphagnum laxiramosum H.A.Crum
- Sphagnum laxulum H.A.Crum
- Sphagnum lenense Pohle
- Sphagnum leonii H.A.Crum
- Sphagnum lescurii Sull.
- Sphagnum leucobryoides T.Yamag., Seppelt & Z.Iwats.
- Sphagnum lewisii H.A.Crum
- Sphagnum liesneri H.A.Crum
- Sphagnum limbatum Mitt.
- Sphagnum lindbergii Schimp. – torfowiec Lindberga
- Sphagnum livonicum (Russow ex Warnst.) G.Roth
- Sphagnum lojense H.A.Crum
- Sphagnum longicomosum Müll. Hal. ex Warnst.
- Sphagnum longistolo Müll.Hal.
- Sphagnum loricatum Müll.Hal.
- Sphagnum luetzelburgii H.K.G.Paul ex H.A.Crum
- Sphagnum luzonense Warnst.
- Sphagnum macrophyllum Bernh. ex Brid.
- Sphagnum maegdefraui H.Suzuki
- Sphagnum magellanicum Brid. – torfowiec magellański
- Sphagnum magistri H.A.Crum
- Sphagnum majus (Russow) C.E.O.Jensen – torfowiec Dusena
- Sphagnum mathieui Warnst.
- Sphagnum matogrossense H.A.Crum
- Sphagnum mcqueenii R.E.Andrus
- Sphagnum medium Limpr.
- Sphagnum mendocinum Sull.
- Sphagnum meridense (Hampe) Müll.Hal.
- Sphagnum microcarpum Warnst.
- Sphagnum microcuspidatum H.A.Crum
- Sphagnum microporum Warnst. ex Cardot
- Sphagnum minutulum Müll.Hal. & Warnst.
- Sphagnum miquelonense (Renauld & Cardot) Warnst.
- Sphagnum mirabile Müll.Hal. & Warnst.
- Sphagnum mirum Flatberg & Thingsg.
- Sphagnum mississippiense R.E.Andrus
- Sphagnum molle Sull. – torfowiec miękki
- Sphagnum molliculum Mitt.
- Sphagnum moronum H.A.Crum
- Sphagnum mosenii Warnst.
- Sphagnum multifibrosum X.J.Li & M.Zang
- Sphagnum multiporosum H.A.Crum
- Sphagnum negrense Mitt.
- Sphagnum nepalense H.Suzuki
- Sphagnum nitidulum Warnst.
- Sphagnum nitidum Warnst.
- Sphagnum noryungasense H.A.Crum
- Sphagnum novae-caledoniae Paris & Warnst.
- Sphagnum novo-guineense M.Fleisch. & Warnst.
- Sphagnum novo-zelandicum Mitt.
- Sphagnum obliquefibrosum H.A.Crum
- Sphagnum obtusiusculum Lindb. ex Warnst.
- Sphagnum obtusum Warnst. – torfowiec tępolistny
- Sphagnum olafii Flatberg
- Sphagnum oligoporum Warnst. & Cardot
- Sphagnum oregonense R.E.Andrus
- Sphagnum orientale L.I.Savicz
- Sphagnum ornatum H.A.Crum
- Sphagnum orthocladum Bryhn
- Sphagnum ovalifolium Warnst.
- Sphagnum ovatum Hampe
- Sphagnum oxyphyllum Warnst.
- Sphagnum pacificum Flatberg
- Sphagnum pallens Warnst. & Cardot
- Sphagnum palustre L. – torfowiec błotny
- Sphagnum papillosum Lindb. – torfowiec brodawkowaty
- Sphagnum paranense H.A.Crum
- Sphagnum parcoramosum H.A.Crum
- Sphagnum patulum (Schimp.) Roll
- Sphagnum pauciporosum Warnst.
- Sphagnum pendulirameum H.A.Crum
- Sphagnum perfoliatum L.I.Savicz
- Sphagnum perforatum Warnst.
- Sphagnum perichaetiale Hampe
- Sphagnum perrieri Thér.
- Sphagnum personatum Roiv.
- Sphagnum planifolium Müll.Hal.
- Sphagnum platyphylloides Warnst.
- Sphagnum platyphylloideum Warnst.
- Sphagnum platyphyllum (Lindb.) Warnst. – torfowiec wklęsłolistny
- Sphagnum plumulosum Roll
- Sphagnum pluriporosum H.A.Crum
- Sphagnum poasense H.A.Crum
- Sphagnum portoricense Hampe
- Sphagnum priceae H.A.Crum
- Sphagnum procerum Schimp. ex Warnst.
- Sphagnum pseudomedium Warnst.
- Sphagnum pseudoramulinum H.A.Crum
- Sphagnum pulchrum (Lindb.) Warnst.
- Sphagnum pulvinatum H.A.Crum
- Sphagnum punctaesporites Rouse
- Sphagnum pungens G.Roth
- Sphagnum pungifolium X.J.Li
- Sphagnum pycnocladulum Müll.Hal.
- Sphagnum pylaesii Brid.
- Sphagnum quinquefarium (Lindb.) Warnst. – torfowiec pięciorzędowy
- Sphagnum ramulinum Warnst.
- Sphagnum reclinatum H.A.Crum
- Sphagnum reichardtii Hampe
- Sphagnum richardsianum H.A.Crum
- Sphagnum rio-negrense H.A.Crum
- Sphagnum riparium Ångström – torfowiec okazały
- Sphagnum ripense H.A.Crum & W.R.Buck
- Sphagnum robinsonii Warnst.
- Sphagnum robustum (Warnst.) Roll
- Sphagnum roraimense Warnst.
- Sphagnum roseum Warnst.
- Sphagnum rotundatum Müll.Hal. & Warnst.
- Sphagnum rotundifolium Müll.Hal. & Warnst.
- Sphagnum rubellum Wilson – torfowiec czerwonawy
- Sphagnum rubiginosum Flatberg
- Sphagnum rubroflexuosum R.E.Andrus
- Sphagnum rugegense Warnst.
- Sphagnum rugense Warnst.
- Sphagnum russowii Warnst. – torfowiec Russowa
- Sphagnum rutenbergii Müll.Hal.
- Sphagnum sancto-josephense H.A.Crum & Crosby
- Sphagnum sanguinale Warnst.
- Sphagnum santanderense H.A.Crum
- Sphagnum schliephackeanum (Warnst.) Roll
- Sphagnum schultzii Warnst.
- Sphagnum schwabeanum H.K.G.Paul
- Sphagnum scorpioides (Hampe) H.A.Crum
- Sphagnum sehnemii H.A.Crum
- Sphagnum semisquarrosum (Russow) Lepage
- Sphagnum septatoporosum H.A.Crum
- Sphagnum septatum Warnst.
- Sphagnum sericeum Müll.Hal.
- Sphagnum simplex Fife
- Sphagnum simplicicaulis H.A.Crum
- Sphagnum sipmanii H.A.Crum
- Sphagnum sitchense R.E.Andrus
- Sphagnum skyense Flatberg
- Sphagnum slooveri A.Eddy
- Sphagnum sonsonense H.A.Crum
- Sphagnum sordidum Müll.Hal. ex Warnst.
- Sphagnum sparsum Hampe
- Sphagnum speciosum (Russow) H.Klinggr.
- Sphagnum splendens Maass
- Sphagnum squarrifolium Warnst.
- Sphagnum squarrosum Crome – torfowiec nastroszony
- Sphagnum steerei R.E.Andrus
- Sphagnum stollei Roll
- Sphagnum strictum Sull.
- Sphagnum subacutifolium Schimp.
- Sphagnum subaequifolium Hampe
- Sphagnum subbalticum Warnst.
- Sphagnum subditivum H.A.Crum
- Sphagnum subfalcatulum Roiv.
- Sphagnum subfulvum Sjors – torfowiec płowy
- Sphagnum subhomophyllum H.A.Crum
- Sphagnum submedium Warnst.
- Sphagnum subnitens Russow & Warnst. – torfowiec pierzasty
- Sphagnum subobesum Warnst.
- Sphagnum subovalifolium Müll.Hal. & Warnst.
- Sphagnum subrigidum Hampe & Lorentz
- Sphagnum subrufescens Warnst.
- Sphagnum subsecundoides H.A.Crum & W.R.Buck
- Sphagnum subsecundum Nees – torfowiec jednoboczny
- Sphagnum subserratum Roiv.
- Sphagnum subtile (Russow) Warnst.
- Sphagnum sucrei H.A.Crum
- Sphagnum sumapazense H.A.Crum
- Sphagnum tabuleirense O.Yano & H.A.Crum
- Sphagnum talbotianum R.E.Andrus
- Sphagnum tenellum (Brid.) Brid. – torfowiec cieniutki
- Sphagnum tenerum Sull. & Lesq. ex Sull.
- Sphagnum teres (Schimp.) Ångström – torfowiec obły
- Sphagnum tescorum Flatberg
- Sphagnum torreyanum Sull.
- Sphagnum tosaense Warnst.
- Sphagnum triangulare (Mamczar) N.O.Fred.
- Sphagnum trinitense Müll.Hal.
- Sphagnum triporosum H.A.Crum
- Sphagnum trirameum H.A.Crum
- Sphagnum troendelagicum Flatberg
- Sphagnum trollii H.A.Crum
- Sphagnum truncatum Hornsch.
- Sphagnum tumidulum Besch.
- Sphagnum tundrae Flatberg
- Sphagnum turgens Warnst.
- Sphagnum turgescens Warnst.
- Sphagnum typicum Meyl.
- Sphagnum uleanum Müll.Hal.
- Sphagnum umbrosum Warnst.
- Sphagnum uruguayense H.A.Crum
- Sphagnum usteri Warnst.
- Sphagnum venustum Flatberg
- Sphagnum veresczagini Semenov
- Sphagnum versiporum Warnst.
- Sphagnum violascens Müll.Hal.
- Sphagnum viride Flatberg
- Sphagnum vitalii H.A.Crum
- Sphagnum warnstorfii Russow – torfowiec Warnstorfa
- Sphagnum weberi Warnst.
- Sphagnum wheeleri Müll.Hal.
- Sphagnum wilfii H.A.Crum
- Sphagnum wulfianum Girg.  – torfowiec Wulfa